# الخلوة (الزاهر)

تعديل مصدري - تعديل

الخلوة هي إحدى قرى عزلة الزاهر بمديرية الزاهر التابعة لمحافظة البيضاء، بلغ تعداد سكانها 275 نسمة حسب تعداد اليمن لعام 2004.